# Baie Robert-Pommier
La baie Robert-Pommier est une baie de la mer Dumont-d'Urville (océan Austral), au large de la terre Adélie (Antarctique oriental).

## Géographie

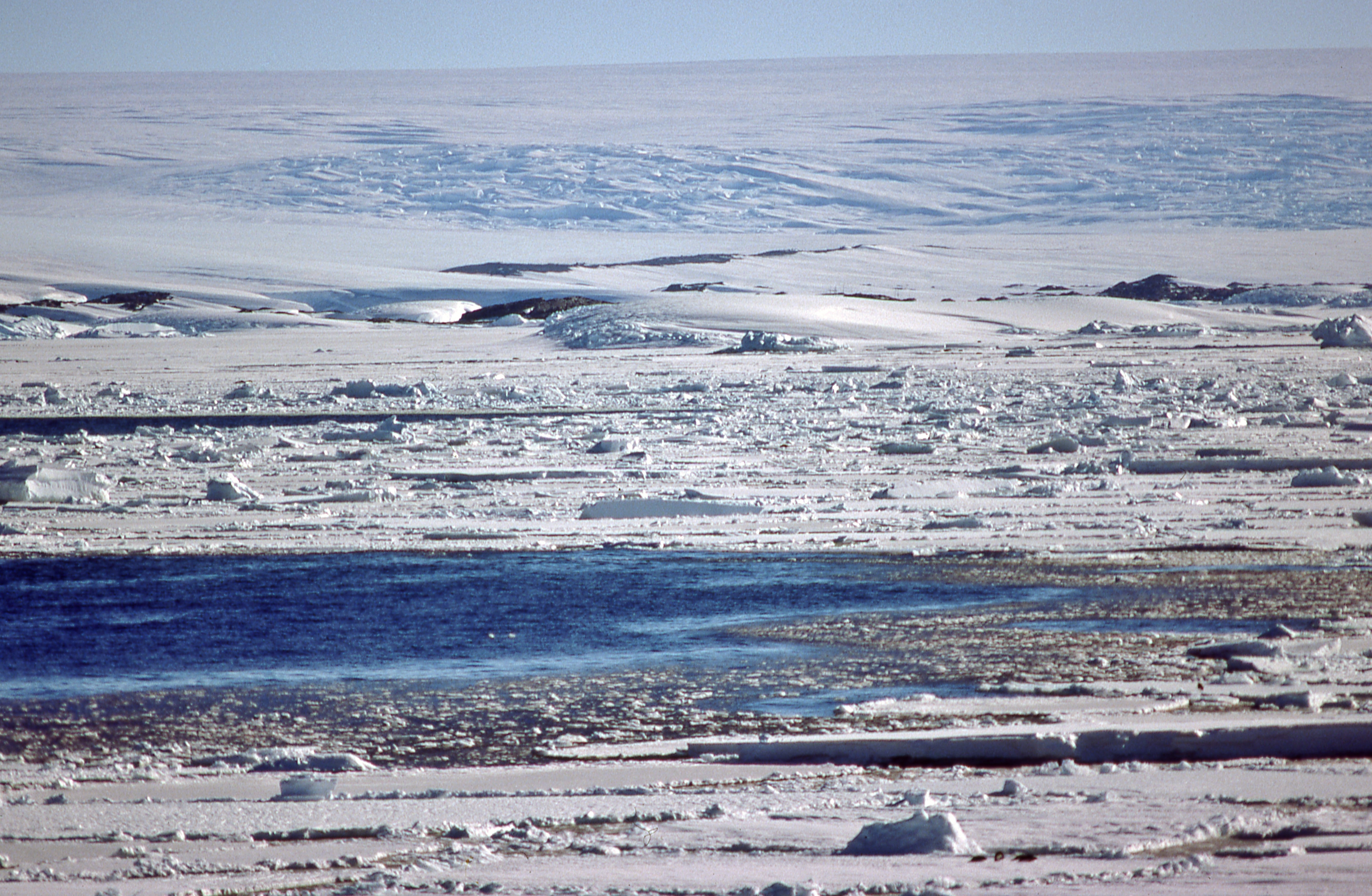
La baie Robert-Pommier vue du large en début d'été. Le nunatak Lacroix est la bande rocheuse en diagonale montante au milieu de la photo.

La baie Robert-Pommier est située entre le nunatak Lacroix (en) qui la domine au sud-ouest, et le cap Margerie (en) (la presqu'île sur laquelle a été construite la base de Port-Martin en 1950) au nord-est.

## Histoire
Paul-Émile Victor, directeur des Expéditions polaires françaises est crédité pour avoir proposé de donner à la baie le nom de Robert Pommier lorsque celui-ci disparut prématurément en 1961. Robert Pommier, avec J.-A. Martin et Yves Vallette, a été l'un des artisans du retour de la France en Antarctique, proposé dès 1946 à Victor. Il a participé à la 2e, puis à la 3e expédition antarctique française en terre Adélie, en 1948-1949 et 1949-1951. Durant leur hivernage à Port-Martin en 1950, Pommier et Vallette atteignirent le nunatak Lacroix et cartographièrent la côte en traîneaux à chiens jusqu'à la pointe Ebba, à 85 km à l'ouest de la base.